# La vergüenza
Pour plus de détails, voir Fiche technique et Distribution.
La vergüenza est un film espagnol réalisé par David Planell, sorti en 2009.

## Synopsis
Pepe et Lucía ont adopté Manu, un enfant péruvien âgé de huit ans. Ils étaient au courant de ses problèmes de comportement mais penser que leur amour y remédierait. Leur couple est en péril et ils prennent la décision de renvoyer Manu.

## Fiche technique
- Titre : La vergüenza
- Réalisation : David Planell
- Scénario : David Planell, avec la collaboration de Santos Mercero
- Musique : Christopher Slaski
- Photographie : Charly Planell
- Montage : David Pinillos
- Production : Stefan Schmitz et María Zamora (producteurs délégués)
- Société de production : Avalon
- Pays :  Espagne
- Genre : Drame
- Durée : 90 minutes
- Dates de sortie : 
  -  Espagne : 30 avril 2009

## Distribution
- Natalia Mateo : Lucía
- Alberto San Juan : Pepe
- Marta Aledo : Irene
- Norma Martínez : Rosa
- Esther Ortega : Ester
- Brandon Alexander Lastra Cobos : Manu

## Distinctions
Le film a été nommé au prix Goya du meilleur nouveau réalisateur.